# Colleen Sostorics
Colleen Sostorics (née le 17 décembre 1979 à Régina (Saskatchewan), Canada) est une joueuse de hockey sur glace canadienne.
Avec l'équipe du Canada de hockey sur glace féminin, elle est triple championne du monde (en 2001, 2004 et 2007) et vice-championne en 2005, 2008 et 2009.
Elle est aussi triple championne olympique (2002 à Salt Lake City, 2006 à Turin et en 2010 à Vancouver).